# Poddesetnik (Slovenska vojska)
Poddesetnik je moštveni vojaški čin v uporabi v Slovenski vojski (SV). Poddesetnik je tako nadrejen vojaku in podrejen desetniku.
V skladu s Natovim standardom STANAG 2116 čin spada v razred OR-2. Tipične dolžnosti so vojak in vojak specialist.

## Oznaka
Oznaka čina je sestavljena iz ene velike, peterokotne rdeče ploščice, na kateri se nahaja zlati lipov list.

## Zakonodaja
Poddesetnike imenuje minister za obrambo Republike Slovenije na predlog načelnika Generalštaba Slovenske vojske.
Vojak ali slušatelj vojaške šole je lahko povišan v poddesetnika:
– med služenjem vojaškega roka, če nadrejeni poveljnik voda, njemu enakem ali višjem položaju, oceni, da bi lahko uspešno opravljal dolžnost poddesetnika ali med usposabljanjem za poveljnika oddelka in če ima predpisano stopnjo izobrazbe,
– med služenjem v rezervni sestavi, če je razporejen na dolžnost poddesetnika in je to dolžnost uspešno opravljal, je uspešno opravil predpisano usposabljanje v rezervni sestavi in ima predpisano stopnjo izobrazbe,
– med izobraževanjem in usposabljanjem na šoli za častnike, šoli za podčastnike vojnih enot in šoli za častnike vojnih enot v skladu s programom šole,

– po uspešno opravljenem temeljnem vojaško strokovnem usposabljanju za poklicno delo v stalni sestavi in razporeditvi na dolžnost, za katero se zahteva čin poddesetnika in je ocenjen najmanj s službeno oceno “dober”.